# Thepytus
Thepytus is een geslacht van vlinders van de familie Lycaenidae, uit de onderfamilie Theclinae.

## Soorten
- T. arindela (Hewitson, 1874)
- T. echelta (Hewitson, 1867)
- T. epytus (Godman & Salvin, 1887)
- T. thyrea (Hewitson, 1867)